# Angel-A
Angel-A – francuska komedia romantyczna z 2005 roku w reżyserii Luca Bessona.

## Obsada
- Rie Rasmussen jako Angela
- Jamel Debbouze jako André
- Olivier Claverie jako sekretarz ambasady USA
- Gilbert Melki jako Franck
- Serge Riaboukine jako Pedro
- Michel Chesneau jako gliniarz
- Solange Milhaud jako kobieta z Saint-Lazare
- Laurent Jumeaucourt jako podrywacz
- Franck-Olivier Bonnet jako ostatni klient
- Akim Colour jako szef gangu
- Tonio Descanvelle jako klient Angeli 2
- Grigori Manukov jako tumuński służący
- Alain Zef jako starszy kelner
- Jean-Marc Montalto jako recepcjonista
- Todd M. Thaler jako ojciec Angeli

## Opis fabuły
Niezaradny życiowo André spotyka swojego anioła stróża, mającego postać wyzywająco ubranej kobiety wiecznie palącej papierosy i nie przebierającej w środkach, gdy musi pomóc swemu podopiecznemu. Nie wiadomo kiedy mówi prawdę, a kiedy kłamie, przedstawiając kilka wersji wydarzeń.